# 管理者 (スタートレック)

管理者（Caretaker）はアメリカのSFテレビドラマ『スタートレック』シリーズに登場する架空の生命体。

## 概要
オカンパ人の管理者ということで「管理者」と呼ばれているが、種族名はネシーン（Nacene）。他の銀河から旅をしてきたスポロキスト型と呼ばれる生命体で、体の形状を自由に変化させられる他、精神体に近い形で亜空間に存在することもできる。また、ホロデッキのように周りの景色も自由に変化させることが可能。技術水準も非常に高い。

## 歴史
旅の途中でオカンパを訪れた彼らは、誤ってオカンパ星を砂漠化してしまう。責任を感じた男女1組がオカンパに残ることとなり、地下に都市を築いて彼らを移住させ、軌道上にステーションを建造し、そこから定期的に物資を供給することでオカンパ人を管理することとなった。
男性の管理者は彼らを守られるべき子供のように管理を続けた為、オカンパ人は本来持っていたテレパス能力を退化させてしまい、種族としての進化の可能性を奪う結果となってしまった。そのことでサスピリアと呼ばれる女性の管理者と意見が食い違い、700年後彼女はオカンパ人のいくらかを引き連れオカンパ星を離れてしまう。
それから300年後、男性管理者は自らの寿命が迫っていることを悟る。管理者の後継者となるべき生命体を探す為、銀河中からトラクタービームによって様々な種族を船ごと強引に集め、自身の細胞を移植した生体実験を繰り返していた。当初は実験の犠牲となった者以外は元の場所に送り返していたが、寿命が尽きるにつれ次第に送り返すパワーもなくなって行く。結局彼の細胞に適合する種族は見つからず、最後に彼が引き寄せたのがU.S.S.ヴォイジャーである。